# مارک هیرلیک
مارک هیرلیک (انگلیسی: Mark Harelik؛ زادهٔ ۵ ژوئن ۱۹۵۱) یک هنرپیشه، و صداپیشه اهل ایالات متحده آمریکا است. وی از سال ۱۹۸۳ میلادی تاکنون مشغول فعالیت بوده‌است.
از فیلم‌ها یا برنامه‌های تلویزیونی که وی در آن نقش داشته است می‌توان به تماشای کارآگاهان، پارک ژوراسیک ۳، انتخابات، ۴۲ و زمان‌سنج اشاره کرد.